# رود ژلچا
رود ژلچا (انگلیسی: Zhelcha) یک رودخانه در استان پسکوف کشور روسیه است.